# 030 État 3076 à 3569
Les 030 État 3076 à 3569 sont des machines de la compagnie des chemins de fer de l'État. Elles sont de type 030 et assurent un service mixte (traction des trains de voyageurs et de marchandises).
Leur série est constituée des locomotives suivantes :
- 3061 à 3100 puis 030-031 à 030-070 ;
- 3500 à 3569 puis 030-071 à 030-130.

## Histoire
À la formation de la SNCF, en 1938, elles devinrent 030 A 56 à 123.

## Construction
- 3061-3075 Fives-Lille 1875, 030 031 à 044
- 3076-3090 SACM Graffenstaden 1880, 030 051 à 065
- 3091-3100 CAIL 1881, 030 071 à 078
- 3500-3549 CAIL 1882,
- 3520-3569 Ateliers des Batignolles 1882,

## Transformations
- La locomotive 3510 a été transformée en locomotive compound.
- Plusieurs machines ont été transformées en 130

## Caractéristiques
- diamètre des roues : 1,51m